# アドリエンヌ・ボーラン

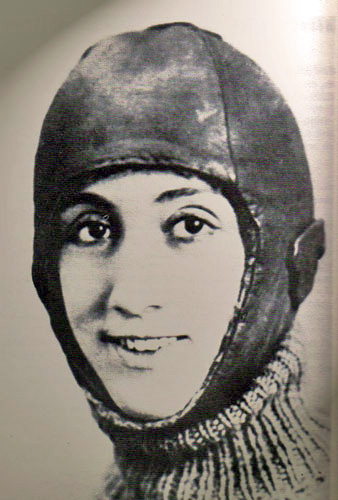
アドリエンヌ・ボーラン

アドリエンヌ・ボーラン（Adrienne Bolland、1895年11月25日 - 1975年3月18日）は、フランスの女性パイロットである。 

## 概要
ヴァル＝ド＝マルヌ県アルクイユに生まれた。父親はベルギー出身である。1920年1月26日、パイロットのライセンスを取得し、1920年2月にコードロンのテストパイロットとして雇われた。1920年8月、女性として2人目のドーバー海峡横断飛行を行った。1921年4月1日、コードロン G3で機関士のDuperrierとともにアルゼンチンのメンドーサを出発し、4,500mのアンデス山脈を越えて3時間15分の飛行の後、チリのサンチャゴまで飛行し、アンデスを越えた最初のパイロットになった。1930年にパイロットのエルネ・ヴァンション（Ernest Vinchon）と結婚し、1930年代半ばには他の女性パイロットとともに女性運動に参加し、ルイーズ・ヴァイスとともに女性選挙権運動に加わった。第二次世界大戦中はレジスタンス運動に参加した。パリで没した。